# Oberloschwitz

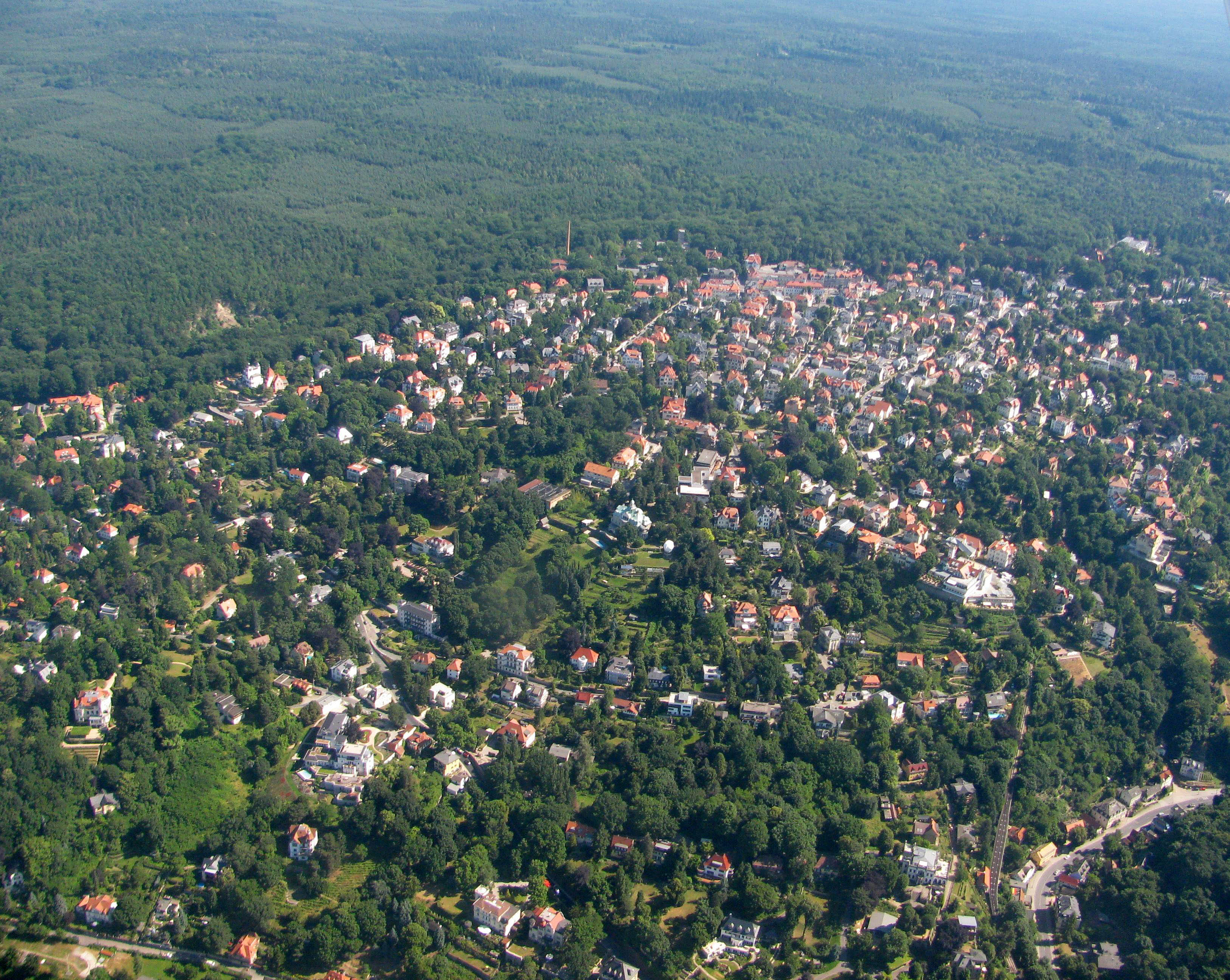
Vista aerea (a nord-est) di Oberloschwitz.

Oberloschwitz è la parte più alta del distretto di Loschwitz a Dresda. Oltre all'area originale, a nord di Loschwitzgrund o alla strada principale da Luisenhof a Weißen Adler, sulla Bautzner Landstrasse, il nome Oberloschwitz, dopo il 1945, si trasferì anche a Schöne Aussicht a sud della strada principale. 

## Storia
Quando Weinbergsiedlung si sviluppò sulle pendici sopra il centro del villaggio di Loschwitz, lo sviluppo di Oberloschwitz fu, dalla seconda metà del XIX secolo, strettamente connesso con lo sviluppo del centro benessere Weißer Hirsch. L'area dei due luoghi "fornisce la storia di insediamento urbano con la progettazione di una zona residenziale intorno al volgere del secolo, realizzato con lo sviluppo di ville unifamiliari, in grandi giardini, per le esigenze abitative di una classe media relativamente  benestante",  Nel 1918 fu creato il cimitero di Oberloschwitz vicino alla Waldfriedhof Weißer Hirsch,  inaugurato 20 anni prima, e nel 1933 la parrocchia di Loschwitz, dopo che fallirono  gli sforzi per costruire una chiesa a Rißweg. 
Per migliorare la situazione del traffico tra Loschwitz e Oberloschwitz, fu realizzata la funicolare nel 1895 e la ferrovia sospesa nel 1901. 